# Danh sách đĩa nhạc của Quang Lê
Đây là danh sách đĩa nhạc của Quang Lê.

## Solo CD

### Sương Trắng Miền Quê Ngoại - TNCD 309 (2003)
1. Sương trắng miền quê ngoại (Nhạc sĩ: Đinh Miên Vũ)
2. Những ngày xưa thân ái (Nhạc sĩ: Phạm Thế Mỹ)
3. Gặp nhau (Nhạc sĩ: Hoàng Thi Thơ)
4. Ai nhớ chăng ai (Nhạc sĩ: Hoàng Thi Thơ)
5. Thư cho vợ hiền (Nhạc sĩ: Song Ngọc)
6. Sao em vô tình (Nhạc sĩ: Nguyễn Hữu Sáng)
7. Người mang tâm sự (Nhạc sĩ: Như Phy)
8. Tà áo cưới (Nhạc sĩ: Hoàng Thi Thơ)
9. Duyên kiếp (Nhạc sĩ: Lam Phương)
10. Thương về miền Trung (Nhạc sĩ: Châu Kỳ)
11. Đa tạ (Nhạc sĩ: Anh Việt Thu)

### Kẻ Ở Miền Xa - TNCD 317 (2004)
1. Kẻ ở miền xa (Nhạc sĩ: Trúc Phương)
2. Chuyện ngày cuối năm (Nhạc sĩ: Hàn Sinh)
3. Chuyện tình sông Hương (Nhạc sĩ: Đinh Trầm Ca)
4. Giận hờn 2 (Nhạc sĩ: Ngọc Sơn)
5. Người phu kéo mo cau (Nhạc sĩ: Hàn Châu, Vinh Sử)
6. Huế tình yêu của tôi (Nhạc sĩ: Trương Tuyết Mai)
7. Tiếng hai đêm (Nhạc sĩ: Hoàng Nguyên)
8. Buồn trong kỷ niệm (Nhạc sĩ: Trúc Phương)
9. Mèo hoang (Nhạc sĩ: Hàn Châu)
10. Một lần dang dở (Nhạc sĩ: Phan Trần)

### Xin Gọi Nhau Là Cố Nhân - TNCD 341 (2004)
1. Cầu tre kỷ niệm (Nhạc sĩ: Vinh Sử)
2. Mưa đêm tỉnh nhỏ (Nhạc sĩ: Hà Phương - Anh Việt Thanh)
3. Đêm cuối (Nhạc sĩ: Ngọc Sơn)
4. Để trả lời một câu hỏi (Song ca Như Quỳnh) (Nhạc sĩ: Trúc Phương)
5. Cô hàng xóm (Nhạc sĩ: Lê Minh Bằng)
6. Nước trôi qua ghềnh (Nhạc sĩ: Kim Tuấn)
7. Ai ra xứ Huế (Nhạc sĩ: Duy Khánh)
8. Nắng đẹp miền Nam (Nhạc sĩ: Lam Phương)
9. Xin gọi nhau là cố nhân (Nhạc sĩ: Hàn Sinh)
10. Kẻ đi rong (Nhạc sĩ: Nhất Sinh)
11. Nhớ về em (Nhạc sĩ: Ngọc Sơn)
12. Nén hương yêu (Nhạc sĩ: Duy Khánh)

### Chim Sáo Ngày Xưa - Ca Dao CD 135 (2005)
1. Yêu trong nghịch cảnh (Nhạc sĩ: Hoài Nam)
2. Dang dở (Nhạc sĩ: Đinh Huân)
3. Chim sáo ngày xưa (Nhạc sĩ: Nhất Sinh)
4. Lối thu xưa (Nhạc sĩ: Quốc Dũng)
5. Tình cha (Nhạc sĩ: Ngọc Sơn)
6. Gõ cửa trái tim (Nhạc sĩ: Vinh Sử)
7. Nàng yêu hoa tím (Nhạc sĩ: Quốc Dũng)
8. Ngày đá đơm bông (Song ca với Phi Nhung) (Nhạc sĩ Nhật Ngân - Loan Thảo)
9. Chuyện ba người (Nhạc sĩ: Quốc Dũng)
10. Ngẫu hứng lý qua cầu (Song ca với Phi Nhung) (Nhạc sĩ: Trần Tiến)

### 7000 Đêm Góp Lại - TNCD 365 (2005)
1. Xin em đừng khóc vu quy (Nhạc sĩ: Minh Phương)
2. 7000 đêm góp lại (Nhạc sĩ: Trầm Tử Thiêng)
3. Hận tha la (Nhạc sĩ: Sơn Thảo)
4. Đêm bơ vơ (Song ca Như Quỳnh) (Nhạc sĩ: Duy Khánh)
5. Tình em biển rộng sông dài (Nhạc sĩ: Thông Đạt)
6. Sao em nỡ vô tình (Nhạc sĩ: Như Phy)
7. Tình nhỏ mau quên (Song ca Hương Thủy) (Nhạc sĩ: Hàn Châu)
8. Vùng quê tương lai (Nhạc sĩ: Duy Khánh)
9. Xuân này con về mẹ ở đâu (Nhạc sĩ: Nhật Ngân)
10. Thành phố sau lưng (Nhạc sĩ: Hàn Châu)
11. Hãy về đây bên anh (Nhạc sĩ: Duy Mạnh)
12. Xin đừng trách đa đa (Nhạc sĩ: Võ Đông Điền)

### Đập Vỡ Cây Đàn - TNCD 394 (2007)
1. Đập vỡ cây đàn (Nhạc sĩ: Hoa Linh Bảo)
2. Đừng nhắc chuyện lòng (Nhạc sĩ: Đài Phương Trang)
3. Chuyện ba mùa mưa (Nhạc sĩ: Minh Kỳ)
4. Bài ca kỷ niệm (Song ca Minh Tuyết (Nhạc sĩ: Tú Nhi Bằng Giang)
5. Đau xót lý con cua (Song ca Quỳnh Dung) (Nhạc sĩ: Minh Vy)
6. Tân cổ lỡ hẹn (Nhạc sĩ: Hồng Xương Long)
7. Tình em xứ Quảng (Nhạc sĩ: Trần Ngọc)
8. Chuyện tình nơi làng quê (Song ca Hương Thủy) (Nhạc sĩ: Xuân Hòa Quang Vinh)
9. Nhật ký hai đứa mình (Nhạc sĩ: Lê Minh Bằng)
10. Cánh thư bằng hữu (Nhạc sĩ: Hoài Linh)
11. Tiễn bạn lên đường (Nhạc sĩ: Minh Tâm)
12. Tình em là đại dương (Nhạc sĩ: Duy Mạnh)

### Hai Quê - TNCD 418 (2008)
1. Hai quê (Nhạc sĩ: Đinh Miên Vũ)
2. Nước non ngàn dặm ra đi (Song ca Mai Thiên Vân) (Nhạc sĩ: Phạm Duy)
3. Chuyện một chiếc cầu đã gãy (Nhạc sĩ: Trầm Tử Thiêng)
4. Thư xuân trên rừng cao (Nhạc sĩ: Trịnh Lâm Ngân)
5. Tình lúa duyên trăng (Nhạc sĩ: Hoài An, Hồ Đình Phương)
6. Đêm trao kỷ niệm (Nhạc sĩ: Hùng Cường)
7. Cay đắng bờ môi (Nhạc sĩ: Châu Đình An)
8. Áo hoa (Song ca Như Quỳnh) (Nhạc sĩ: Trần Quang Lộc)
9. Tâm sự người hát rong (Nhạc sĩ: Nhật Ngân)
10. Giọt lệ đài trang (Nhạc sĩ: Châu Kỳ)
11. Mất nhau rồi (Nhạc sĩ: Ngân Trang)
12. Hương tóc mạ non (Song ca Hà Phương) (Nhạc sĩ: Thanh Sơn)
13. Đường về quê hương (Nhạc sĩ: Lam Phương)
14. Nhà anh nhà em (Song ca Hương Thủy) (Nhạc sĩ: Anh Sơn)

### Tương Tư Nàng Ca Sĩ - TNCD 446 (2009)
1. Tương tư nàng ca sĩ (Nhạc sĩ: Kông Thanh Bích)
2. Giã từ (Nhạc sĩ: Tô Thanh Tùng)
3. Hãy quên anh (Nhạc sĩ: Phương Kim)
4. Em hãy về đi (Nhạc sĩ: Vinh Sử)
5. Ngại ngùng (Nhạc sĩ: Quốc Dũng)
6. Nửa vầng trăng (Nhạc sĩ: Nhật Trung)
7. Các anh về (Song ca Mai Thiên Vân) (Nhạc sĩ: Hoàng Thi Thơ)
8. Quán nửa khuya (Nhạc sĩ: Tuấn Khanh Hoài Linh)
9. Buồn chi em ơi (Nhạc sĩ: Lam Phương)
10. Neo đậu bến quê (Nhạc sĩ: An Thuyên)
11. Hoa cài mái tóc (Nhạc sĩ: Thông Đạt)

### Không Phải Tại Chúng Mình (2012) - CD Quang Lê tại Việt Nam
1. Về đâu mái tóc người thương (Nhạc sĩ: Hoài Linh)
2. Hạ buồn (Nhạc sĩ: Thanh Sơn)
3. Liên khúc: Trộm nhìn nhau, Ai khổ vì ai (song ca với Hà Phương) (Nhạc sĩ: Trầm Tử Thiêng, Thanh Sơn)
4. Hai chuyến tàu đêm (Nhạc sĩ: Trúc Phương)
5. Không phải tại chúng mình (song ca với Hà My) (Nhạc sĩ: Ngọc Văn, Thương Linh)
6. Liên khúc: Mưa nửa đêm, Ai cho tôi tình yêu (song ca với Nguyên Lê) (Nhạc sĩ: Trúc Phương)
7. Không giờ rồi (song ca với Lệ Quyên) (Nhạc sĩ: Vinh Sử)
8. Về quê ngoại (Nhạc sĩ: Hàn Châu)
9. Phải lòng (song ca với Hà Phương) (Nhạc sĩ: Quang Tuấn)
10. Chiều nước lũ (Nhạc sĩ: Đình Văn)
11. Hai lối mộng (Nhạc sĩ: Trúc Phương)
12. Thói đời (song ca với Nguyên Lê) (Nhạc sĩ: Trúc Phương)

### Chuyện Tình Không Dĩ vãng - TNCD 516 (2013)
1. Lời tình viết vội (Nhạc sĩ: Giao Tiên)
2. Ngày sau sẽ ra sao (Nhạc sĩ: Vân Tùng)
3. Sầu tím thiệp hồng (Song ca Lệ Quyên) (Nhạc sĩ: Hoài Linh - Minh Kỳ)
4. Chuyện tình không dĩ vãng (Nhạc sĩ: Tâm Anh)
5. Chuyện tình hoa mười giờ (Nhạc sĩ: Đài Phương Trang)
6. Nhà anh nhà em (Song ca Mai Thiên Vân) (Nhạc sĩ: Anh Sơn Hà Liên Tử)
7. Thiệp hồng báo tin (Nhạc sĩ: Minh Kỳ Huy Cường)
8. Tiễn người đi (Nhạc sĩ: Lam Phương)
9. Tôi vẫn nhớ (Song ca Quỳnh Dung) (Nhạc sĩ: Ngân Giang)
10. Biệt kinh kỳ (Nhạc sĩ: Minh Kỳ Hoài Linh)

### Chuyện Tình Hoa Mười Giờ (2013) - CD Quang Lê tại Việt Nam
1. Thiệp hồng báo tin (Nhạc sĩ: Minh Kỳ)
2. Chuyện tình không dĩ vãng (Nhạc sĩ: Tâm Anh)
3. Neo đậu bến quê (Nhạc sĩ: An Thuyên)
4. Đôi mắt người xưa (Nhạc sĩ: Ngân Giang)
5. Chuyện tình hoa 10 giờ (Nhạc sĩ: Đài Phương Trang)
6. Mất nhau rồi (Nhạc sĩ: Ngân Trang)
7. Xin thời gian qua mau (Nhạc sĩ: Lam Phương)
8. Tiễn người đi (Nhạc sĩ: Lam Phương)
9. Người em Vỹ Dạ (Thơ: Tôn Nữ Thuỵ Khương; Nhạc sĩ: Minh Kỳ)
10. Tà áo cưới (Nhạc sĩ: Hoàng Thi Thơ)
11. Tôi vẫn nhớ (song ca với Quỳnh Dung) (Nhạc sĩ: Ngân Giang)

### Ở Hai Đầu Nỗi Nhớ (2014) - Các bài hát trong Liveshow Hát Trên Quê Hương
1. Quê hương ba miền (Nhạc sĩ: Thanh Sơn)
2. Hương nồng (Nhạc sĩ: Kim Tuấn)
3. Mưa trên phố Huế (Nhạc sĩ: Minh Kỳ)
4. Ở hai đầu nỗi nhớ (Song ca với Bảo Yến) (Nhạc sĩ: Phan Huỳnh Điểu)
5. Yêu một mình (Song ca với Dương Ngọc Thái) (Nhạc sĩ: Trịnh Lâm Ngân)
6. Hoa tím người xưa (Nhạc sĩ: Thanh Sơn)
7. Đừng nói xa nhau (Song ca với Minh Tuyết) (Nhạc sĩ: Châu Kỳ)
8. Hương sầu riêng (Song ca với Thuỳ Trang) (Nhạc sĩ: Sơn Hạ)
9. Sa mưa giông (Nhạc sĩ: Bắc Sơn)
10. Thương hoài ngàn năm (Nhạc sĩ: Phạm Mạnh Cương)

## Duet CD

### Tình khúc Trần Thiện Thanh: Tâm Sự Người Lính Trẻ - với Tâm Đoan - TNCD 411 (2007)
1. Biển mặn - Quang Lê (Nhạc sĩ: Trần Thiện Thanh)
2. Từ đó em buồn - Tâm Đoan (Nhạc sĩ: Trần Thiện Thanh)
3. Yêu người như thế đó - Quang Lê (Nhạc sĩ: Trần Thiện Thanh)
4. Tạ từ trong đêm - Tâm Đoan (Nhạc sĩ: Trần Thiện Thanh)
5. Không bao giờ ngăn cách - Quang Lê Tâm Đoan (Nhạc sĩ: Trần Thiện Thanh)
6. Chuyện hẹn hò - Quang Lê (Nhạc sĩ: Trần Thiện Thanh)
7. Tình thiên thu - Tâm Đoan (Nhạc sĩ: Trần Thiện Thanh)
8. Tâm sự người lính trẻ - Quang Lê (Nhạc sĩ: Trần Thiện Thanh)
9. Anh về với em - Quang Lê Tâm Đoan (Nhạc sĩ: Trần Thiện Thanh)
10. Chuyện một người đi - Tâm Đoan (Nhạc sĩ: Trần Thiện Thanh)
11. Tình có như không - Tâm Đoan (Nhạc sĩ: Trần Thiện Thanh)

### Giọt Nước Từ Bi - song ca đặc biệt (2009)
1. Về dưới phật đài - Quang Lê (Nhạc sĩ: Trần Nhật Thành)
2. Mẹ quan thế âm - Quang Kim Thủy (Nhạc sĩ: Trường Khánh)
3. Mẹ là phật - Quỳnh Dung (Thơ: Thanh Trí Cao nhạc: Trọng Nghĩa)
4. Ngàn mắt ngàn tay - Quang Lê Nguyên Lê (Thơ: Nguyên Hạnh nhạc Hoàng Tường)
5. Mẹ từ bi - Quang Lê (Thơ: Từ Giang) nhạc: Chúc Linh)
6. Hoa bất diệt - Quang Lê (Thơ Nhất Hạnh nhạc: Chí Tâm)
7. Nhành dương cứu khổ - Quang Lê (Nhạc sĩ: Trường Khánh)
8. Tạ ơn mẹ - Quỳnh Dung (Nhạc sĩ: Lam Phương)
9. Từ Đàm quê hương tôi - Quang Lê (Nhạc sĩ: Nguyên Thăng)
10. Mẹ từ bi - Quang Lê Tâm Phương Anh (Thơ: Từ Giang nhạc: Chúc Linh)

### Đôi Mắt Người Xưa - với Mai Thiên Vân - TNCD 461 (2009)
1. LK Nhớ nhau hoài (Nhạc sĩ: Anh Việt Thu), Cho người vào cuộc chiến (Nhạc sĩ: Phan Trần) - Quang Lê, Mai Thiên Vân
2. Người tình không đến - Mai Thiên Vân (Nhạc sĩ: Thượng Ngàn)
3. Áo đẹp nàng dâu - Quang Lê, Mai Thiên Vân (Nhạc sĩ: Anh Bằng, Trúc Ly)
4. Đôi mắt người xưa - Quang Lê (Nhạc sĩ: Thượng Ngàn)
5. Căn nhà màu tím - Quang Lê, Mai Thiên Vân (Nhạc sĩ: Hoài Linh)
6. Sương lạnh chiều đông - Mai Thiên Vân (Nhạc sĩ: Mạnh Phát)
7. Đêm tâm sự - Quang Lê, Mai Thiên Vân (Nhạc sĩ: Trúc Phương)
8. Lời tạ từ - Quang Lê (Nhạc sĩ: Dzũng Chinh)
9. Hái hoa rừng cho em - Quang Lê, Mai Thiên Vân (Nhạc sĩ: Trương Hoàng Xuân)
10. Rừng chưa thay lá - Mai Thiên Vân (Lời: Hoàng Ngọc Ẩn) (Nhạc: Huỳnh Anh)
11. Trộm nhìn nhau - Quang Lê (Nhạc sĩ: Trầm Tử Thiêng)

### Trái Tim Bồ Tát - song ca đặc biệt (2010)
1. Mẹ từ bi - Quang Lê, Hương Thủy (Thơ: Từ Giang, nhạc: Chúc Linh)
2. Trái tim Bồ Tát - Quang Lê (Thơ: Trường Long)
3. Ngàn mắt ngàn tay - Quang Lê Nguyên Lê (Thơ: Nguyên Hạnh, nhạc Hoàng Tường)
4. Tình mẹ - Quang Lê (nhạc sĩ: Ngọc Sơn)
5. Tạ ơn mẹ - Quỳnh Dung (Nhạc sĩ: Lam Phương)
6. Từ Đàm quê hương tôi - Quang Lê (Nhạc sĩ: Nguyên Thăng)
7. Mẹ là phật - Quỳnh Dung (Thơ: Thanh Trí Cao, nhạc: Trọng Nghĩa)
8. Mẹ từ bi - Quang Lê (Thơ: Từ Giang, nhạc: Chúc Linh)
9. Hoa bất diệt - Quang Lê, Hương Thủy (Thơ Nhất Hạnh nhạc: Chí Tâm)
10. Nhành dương cứu khổ - Quang Lê (Nhạc sĩ: Trường Khánh)

### Phải Lòng Con Gái Bến Tre - với Mai Thiên Vân - TNCD 487 (2011)
1. Múc ánh trăng vàng - Quang Lê, Mai Thiên Vân (Nhạc sĩ: Hoàng Thi Thơ)
2. Cõi nhớ - Quang Lê (Nhạc sĩ: Sông Trà)
3. Chờ người - Mai Thiên Vân (Nhạc sĩ: Khánh Băng)
4. Duyên kiếp - Quang Lê, Mai Thiên Vân (Nhạc sĩ: Lam Phương)
5. Mình chẳng nợ nhau - Mai Thiên Vân (Nhạc sĩ: Song Ngọc)
6. Áo cưới màu hoa cà - Quang Lê (Nhạc sĩ: Hùng Linh)
7. Tôi yêu người, tôi xa người - Quang Lê, Mai Thiên Vân (Nhạc sĩ: Hoài Thu)
8. Đau xót lý chim quyên - Mai Thiên Vân (Nhạc sĩ: Vũ Đức Sao Biển)
9. Phải lòng con gái Bến Tre - Quang Lê, Mai Thiên Vân (Nhạc sĩ: Phan Ni Tấn)
10. Người ni ngoài nớ - Mai Thiên Vân (Nhạc sĩ: Hoàng Xuân Giang)
11. Chuyện tình buồn trăm năm - Quang Lê, Mai Thiên Vân (Nhạc sĩ: Song Ngọc)

### Ai cho tôi tình yêu - với Nguyên Lê (2012)
1. LK Mưa nửa đêm - Ai cho tôi tình yêu - Quang Lê, Nguyên Lê (Nhạc sĩ: Trúc Phương)
2. Sương lạnh chiều đông - Nguyên Lê (Nhạc sĩ: Mạnh Phát)
3. Về đâu mái tóc người thương- Quang Lê (Nhạc sĩ: Hoài Linh)
4. Chuyến tàu hoàng hôn - Nguyên Lê (Nhạc sĩ: Minh Kỳ, Hoài Linh)
5. Hai lối mộng - Quang Lê (Nhạc sĩ: Trúc Phương)
6. Định mệnh - Nguyên Lê (Nhạc sĩ: Song Ngọc)
7. Đêm buồn tỉnh lẻ - Quang Lê (Nhạc sĩ: Tú Nhi)
8. Thói đời - Quang Lê, Nguyên Lê (Nhạc sĩ: Trúc Phương)
9. Về quê ngoại - Quang Lê (Nhạc sĩ: Hàn Châu)
10. Thương về Cố Đô - Nguyên Lê (Nhạc sĩ: Thanh Sơn)

### Sao Anh Nỡ Đành Quên - với Lam Anh - TNCD 544 (2014)
1. Sao anh nỡ đành quên - Quang Lê, Lam Anh (Nhạc sĩ: Tô Thanh Tùng)
2. Chuyện buồn tình yêu - Lam Anh (Nhạc sĩ: Mặc Thế Nhân)
3. Đêm lang thang - Quang Lê (Nhạc sĩ: Vinh Sử)
4. Người yêu cô đơn - Quang Lê, Lam Anh (Nhạc sĩ: Đài Phương Trang)
5. Bao đêm không ngủ - Lam Anh (Nhạc sĩ: Vinh Sử)
6. Gửi về em - Quang Lê (Nhạc sĩ: Đỗ Thu)
7. Cây đàn bỏ quên - Quang Lê (Nhạc sĩ: Phạm Duy)
8. Nửa đêm ngoài phố - Lam Anh (Nhạc sĩ: Trúc Phương)
9. Chiều sân ga - Quang Lê, Lam Anh (Nhạc sĩ: Sông Trà)
10. Xin thời gian qua mau - Lam Anh (Nhạc sĩ: Lam Phương)

### Khi Mình Xa Nhau - với Châu Ngọc Hà (2016)
1. Khi mình xa nhau - Quang Lê, Châu Ngọc Hà (Nhạc sĩ: Lê Dinh, Anh Bằng)
2. Đừng phụ lòng nhau - Quang Lê, Châu Ngọc Hà (Nhạc sĩ: Đài Phương Trang)
3. Dù anh nghèo - Quang Lê, Châu Ngọc Hà (Nhạc sĩ: Tô Thanh Tùng)
4. LK Tuổi học trò (Nhạc sĩ: Minh Kỳ), Thương ca mùa hạ (Nhạc sĩ: Thanh Sơn) - Châu Ngọc Hà
5. Sao đổi ngôi - Quang Lê, Châu Ngọc Hà (Nhạc sĩ: Huy Phong)
6. Hoa mười giờ- Châu Ngọc Hà (Nhạc sĩ: Đài Phương Trang)
7. Được tin em lấy chồng - Quang Lê (Nhạc sĩ: Châu Kỳ)
8. LK Người tình không đến (Nhạc sĩ: Thượng Ngàn), Chiều cuối tuần - Châu Ngọc Hà (Nhạc sĩ: Trúc Phương)
9. Căn nhà dĩ vãng - Quang Lê, Châu Ngọc Hà (Nhạc sĩ: Đài Phương Trang)
10. Phận nghèo - Quang Lê, Châu Ngọc Hà (Nhạc sĩ: Lê Mộng Bảo)
11. Tà áo cưới - Quang Lê (Nhạc sĩ: Hoàng Thi Thơ)
12. LK Sao chưa thấy hồi âm (Nhạc sĩ: Châu Kỳ), Hồi Âm (Nhạc sĩ: Châu Kỳ), Hương sơ ri (Nhạc sĩ: Hoàng Phương) - Quang Lê, Châu Ngọc Hà

## DVD

### The Best of Quang Lê: 7000 Đêm Góp Lại (2006)
1. Tình Nhỏ Mau Quên (song ca với Hương Thủy) (Nhạc sĩ: Hàn Châu)
2. Hãy Về Đây Bên Anh (Nhạc sĩ: Duy Mạnh)
3. 7000 Đêm Góp Lại (Nhạc sĩ: Trầm Tử Thiêng)
4. Đêm Bơ Vơ (song ca với Như Quỳnh) (Nhạc sĩ: Duy Khánh)
5. Tình Em Biển Rộng Sông Dài (Nhạc sĩ: Thông Đạt)
6. Sao Em Nỡ Vô Tình (Nhạc sĩ: Như Phy)
7. Hận Tha La (Nhạc sĩ: Sơn Thảo)
8. Thành Phố Sau Lưng (Nhạc sĩ: Hàn Châu)
9. Vùng Quê Tương Lai (Nhạc sĩ: Duy Khánh)
10. Xin Đừng Trách Đa Đa (Nhạc sĩ: Võ Đông Điền)
11. Xin Em Đừng Khóc Vu Quy (Nhạc sĩ: Minh Phương)
12. Thương Về Miền Trung (Nhạc sĩ: Duy Khánh)
13. Gặp Nhau (Nhạc sĩ: Hoàng Thi Thơ)
14. Người Mang Tâm Sự (Nhạc sĩ: Như Phy)
15. Những Ngày Xưa Thân Ái (Nhạc sĩ: Phạm Thế Mỹ)
16. Tà Áo Cưới (Nhạc sĩ: Hoàng Thi Thơ)
17. Thư Cho Vợ Hiền (Nhạc sĩ: Song Ngọc)
18. Ai Nhớ Chăng Ai (Nhạc sĩ: Hoàng Thi Thơ)
19. Duyên Kiếp (Nhạc sĩ: Lam Phương)
20. Đa Tạ (Nhạc sĩ: Anh Việt Thu)

### The Best of Quang Lê from Paris By Night: Đập Vỡ Cây Đàn (2008)
1. Đập Vỡ Cây Đàn (Nhạc sĩ: Hoa Linh Bảo) - PBN 82
2. Nước Non Ngàn Dặm Ra Đi (song ca với Mai Thiên Vân) (Nhạc sĩ: Phạm Duy) - PBN 90
3. Xuân Này Con Về Mẹ Ở Đâu (Nhạc sĩ: Nhật Ngân) - PBN 76
4. Chuyện Một Chiếc Cầu Đã Gãy (Nhạc sĩ: Trầm Tử Thiêng) - PBN 81
5. Đường Về Quê Hương (Nhạc sĩ: Lam Phương) - PBN 88
6. Cay Đắng Bờ Môi (Nhạc sĩ: Châu Đình An) - PBN 77
7. Xuân này con không về (Nhạc sĩ: Trịnh Lâm Ngân) - PBN 85
8. Áo Hoa (Nhạc sĩ: Trần Quang Lộc) - PBN 84
9. Cô Hàng Xóm (Nhạc sĩ: Lê Minh Bằng) - PBN 72
10. Hai Quê (Nhạc sĩ: Đinh Miên Vũ) - PBN 89
11. Đêm Trao Kỷ Niệm (Nhạc sĩ: Hùng Cường) - PBN 75
12. Mừng Tuổi Mẹ (Nhạc sĩ: Trần Long Ẩn) - PBN 80
13. Xin Gọi Nhau Là Cố Nhân (Nhạc sĩ: Song Ngọc) - PBN 74
14. Hương Tóc Mạ Non (song ca với Hà Phương) (Nhạc sĩ: Thanh Sơn) - PBN 83
15. Ai Ra Xứ Huế (song ca với Ngọc Hạ) (Nhạc sĩ: Duy Khánh) - PBN 73
16. Hương Giang Còn Tôi Chờ (Nhạc sĩ: Châu Kỳ) - PBN 78
17. Sương Trắng Miền Quê Ngoại (Nhạc sĩ: Đinh Miên Vũ) - PBN 69
18. Thư Xuân Trên Rừng Cao (Nhạc sĩ: Trịnh Lâm Ngân) - PBN 66
19. Kẻ Ở Miền Xa (Nhạc sĩ: Trúc Phương) - PBN 71

### The Best of Quang Lê & Mai Thiên Vân from Paris By Night: Nước Non Ngàn Dặm Ra Đi (2012)
1. Nước Non Ngàn Dặm Ra Đi (Nhạc sĩ: Phạm Duy) - PBN 90                                                                            (Quang Lê & Mai Thiên Vân)
2. Tiếng Sông Hương (Nhạc sĩ: Phạm Đình Chương) - PBN 91                                                                           (Mai Thiên Vân)
3. Gõ Cửa Trái Tim (Nhạc sĩ: Vinh Sử) - PBN 92                                                                                                  (Quang Lê & Mai Thiên Vân)
4. Thương Hoài Ngàn Năm (Nhạc sĩ: Phạm Mạnh Cương) - PBN 93                                                                   (Mai Thiên Vân)
5. Tương Tư Nàng Ca Sĩ (Nhạc sĩ: Kông Thanh Bích) - PBN 95                                                                          (Quang Lê)
6. Nếu Anh Đừng Hẹn (Nhạc sĩ: Lê Dinh) - PBN 95                                                                                              (Mai Thiên Vân)
7. LK Áo Em Chưa Mặc Một Lần (Nhạc sĩ: Hoài Linh) & Vòng Nhẫn Cưới (Nhạc sĩ: Vinh Sử) - PBN 94             (Quang Lê & Mai Thiên Vân)
8. Đôi Mắt Người Xưa (Nhạc sĩ: Ngân Giang) - PBN 96                                                                                        (Quang Lê)
9. Buồn Không Em (Nhạc sĩ: Lam Phương) - PBN 97                                                                                           (Mai Thiên Vân)
10. Huế Mù Sương (Nhạc sĩ: Nguyễn Minh Khôi) - PBN 97                                                                                   (Quang Lê)
11. LK Nhớ Nhau Hoài (Nhạc sĩ: Anh Việt Thu) & Cho Người Vào Cuộc Chiến (Nhạc sĩ: Phan Trần) - PBN 98  (Quang Lê & Mai Thiên Vân)
12. Người Em Vỹ Dạ (Nhạc sĩ: Minh Kỳ, Tôn Nữ Thụy Khương) - PBN 99                                                           (Quang Lê)
13. Quê Mẹ (Nhạc sĩ: Thu Hồ) - PBN 99                                                                                                                (Mai Thiên Vân)
14. Chuyện Tình Buồn 100 Năm (Nhac sĩ: Song Ngọc) - PBN 100                                                                       (Quang Lê & Mai Thiên Vân)
15. Nghĩ Chuyện Ngày Xuân (Nhạc sĩ: Song Ngọc) - PBN 101                                                                             (Mai Thiên Vân)
16. Bài Ca Tết Cho Em (Nhạc sĩ: Quốc Dũng) - PBN 101                                                                                      (Quang Lê)
17. Đèn Khuya (Nhạc sĩ: Lam Phương) - PBN 102                                                                                                (Mai Thiên Vân)
18. Xin Thời Gian Qua Mau (Nhạc sĩ: Lam Phương) - PBN 102                                                                            (Quang Lê)
19. Hàn Mặc Tử (Nhạc sĩ: Trần Thiện Thanh) - PBN Divas                                                                                   (Mai Thiên Vân)
20. Nếu Đời Không Có Anh (Nhạc sĩ: Hoàng Trang) - PBN 103                                                                            (Mai Thiên Vân)
21. Hai Chuyến Tàu Đêm (Nhạc sĩ: Trúc Phương) - PBN 103                                                                               (Quang Lê)

## Những tiết mục biểu diễn trên trung tâm Thúy Nga

### Chương trình Paris By Night
| STT | Tiết mục                                                                                                 | Thể hiện với | Chương trình       | Năm  |
| --- | --- | --- | ------------------ | ---- |
| 1   | Thư Xuân Trên Rừng Cao (Trịnh Lâm Ngân)                                                                  | solo | Paris By Night 66  | 2002 |
| 2   | LK Tình Ca Quê Hương, Lối Về Đất Mẹ (Duy Khánh)                                                          | Tường Nguyên | Paris By Night 68  | 2003 |
| 3   | Sương Trắng Miền Quê Ngoại (Đinh Miên Vũ)                                                                | solo | Paris By Night 69  | 2003 |
| 4   | Kẻ Ở Miền Xa (Trúc Phương)                                                                               | solo | Paris By Night 71  | 2003 |
| 5   | Cô Hàng Xóm (Lê Minh Bằng)                                                                               | solo | Paris By Night 72  | 2004 |
| 6   | Ai Ra Xứ Huế (Duy Khánh)                                                                                 | Ngọc Hạ | Paris By Night 73  | 2004 |
| 7   | Xin Gọi Nhau Là Cố Nhân (Song Ngọc)                                                                      | solo | Paris By Night 74  | 2004 |
| 8   | Đêm Trao Kỷ Niệm (Hùng Cường)                                                                            | solo | Paris By Night 75  | 2004 |
| 9   | Xuân Này Con Về Mẹ Ở Đâu (Nhật Ngân)                                                                     | solo | Paris By Night 76  | 2005 |
| 10  | Cay Đắng Bờ Môi (Châu Đình An)                                                                           | solo | Paris By Night 77  | 2005 |
| 11  | Lời Cảm Ơn (Ngô Thụy Miên, Hạ Đỏ Bích Phượng)                                                            | Khánh Ly, Lệ Thu, Hoàng Oanh, Tuấn Ngọc, Khánh Hà, Như Quỳnh, Minh Tuyết, Bằng Kiều, Thu Phương, Lưu Bích, Nguyễn Hưng, Thủy Tiên, Bảo Hân, Lương Tùng Quang, Thế Sơn, Trần Thái Hòa, Như Loan, Loan Châu, Tâm Đoan, Hồ Lệ Thu, Vân Quỳnh, Dương Triệu Vũ | Paris By Night 77  | 2005 |
| 12  | Hương Giang Còn Tôi Chờ (Châu Kỳ)                                                                        | solo | Paris By Night 78  | 2005 |
| 13  | Tình Lúa Duyên Trăng (Hoài An, Hồ Đình Phương)                                                           | Ngọc Hạ | Paris By Night 79  | 2005 |
| 14  | Mừng Tuổi Mẹ (Trần Long Ẩn)                                                                              | solo | Paris By Night 80  | 2006 |
| 15  | Chuyện Một Chiếc Cầu Đã Gãy (Trầm Tử Thiêng)                                                             | solo | Paris By Night 81  | 2006 |
| 16  | Đập Vỡ Cây Đàn (Hoa Linh Bảo)                                                                            | solo | Paris By Night 82  | 2006 |
| 17  | Về Dưới Mái Nhà (Xuân Tiên)                                                                              | Trần Thái Hòa, Thế Sơn | Paris By Night 83  | 2006 |
| 18  | Hương Tóc Mạ Non (Thanh Sơn)                                                                             | Hà Phương | Paris By Night 83  | 2006 |
| 19  | Hãy Về Đây Bên Anh (Duy Mạnh) (MTV)                                                                      | solo | Paris By Night 83  | 2006 |
| 20  | Áo Hoa (Trần Quang Lộc)                                                                                  | Như Quỳnh | Paris By Night 84  | 2006 |
| 21  | Xuân Nghệ Sĩ Hành Khúc (Lê Yên)                                                                          | Nguyễn Hưng, Thế Sơn, Trần Thái Hòa, Lương Tùng Quang | Paris By Night 85  | 2007 |
| 22  | Xuân Này Con Không Về (Trịnh Lâm Ngân)                                                                   | solo | Paris By Night 85  | 2007 |
| 23  | Đường Về Quê Hương (Lam Phương)                                                                          | solo | Paris By Night 88  | 2007 |
| 24  | Hai Quê (Đinh Miên Vũ)                                                                                   | solo | Paris By Night 89  | 2007 |
| 25  | Nước Non Ngàn Dặm Ra Đi (Phạm Duy)                                                                       | Mai Thiên Vân | Paris By Night 90  | 2007 |
| 26  | LK Lòng Mẹ Việt Nam (Lê Thương), Lời Dặn Dò Của Mẹ (Nhật Ngân)                                           | Khánh Ly, Thế Sơn | Paris By Night 90  | 2007 |
| 27  | Từ Miền Bắc (Phạm Duy)                                                                                   | Quỳnh Vi, Thế Sơn, Bằng Kiều, Trần Thái Hòa, Dương Triệu Vũ, Trịnh Lam | Paris By Night 91  | 2008 |
| 28  | Những Con Đường Trắng (Trầm Tử Thiêng, Tồ Kiều Ngân)                                                     | solo | Paris By Night 91  | 2008 |
| 29  | Vào Miền Nam (Phạm Duy)                                                                                  | Hương Thủy, Thế Sơn, Lưu Việt Hùng, Nguyễn Hoàng Nam | Paris By Night 91  | 2008 |
| 30  | Gõ Cửa Trái Tim (Vinh Sử)                                                                                | Mai Thiên Vân | Paris By Night 92  | 2008 |
| 31  | Tình Hoài Hương (Phạm Duy)                                                                               | Ý Lan | Paris By Night 92  | 2008 |
| 32  | Biển Tình (Lam Phương)                                                                                   | solo | Paris By Night 93  | 2008 |
| 33  | Tình Nghèo (Phạm Duy)                                                                                    | Ngọc Hạ | Paris By Night 94  | 2008 |
| 34  | LK Áo Em Chưa Mặc Một Lần (Hoài Linh), Vòng Nhẫn Cưới (Vinh Sử)                                          | Mai Thiên Vân | Paris By Night 94  | 2008 |
| 35  | Nếu Chỉ Còn Một Ngày Để Sống (Hoài An)                                                                   | Khánh Ly, Khánh Hà, Bằng Kiều, Thế Sơn, Don Hồ, Trần Thái Hoà, Minh Tuyết, Mai Thiên Vân, Hương Thủy, Hồ Lệ Thu, Trúc Lam, Trúc Linh, Tú Quyên, Dương Triệu Vũ, Quỳnh Vi, Ngọc Liên, Lương Tùng Quang, Lưu Việt Hùng, Nguyệt Anh, Hương Giang | Paris By Night 95  | 2009 |
| 36  | Tương Tư Nàng Ca Sĩ (Kông Thanh Bích)                                                                    | solo | Paris By Night 95  | 2009 |
| 37  | Đôi Mắt Người Xưa (Ngân Giang) (MTV)                                                                     | solo | Paris By Night 96  | 2009 |
| 38  | Huế Mù Sương (Nguyễn Minh Khôi)                                                                          | solo | Paris By Night 97  | 2009 |
| 39  | LK Nhớ Nhau Hoài (Anh Việt Thu), Cho Người Vào Cuộc Chiến (Phan Trần)                                    | Mai Thiên Vân | Paris By Night 98  | 2009 |
| 40  | Bông Ô Môi (Sơn Hạ)                                                                                      | Hà Phương | Paris By Night 98  | 2009 |
| 41  | Tình Ca (Phạm Duy)                                                                                       | Như Quỳnh, Mai Thiên Vân, Ngọc Anh, Nguyệt Anh, Hương Thủy, Hương Giang, Quỳnh Vi, Hồ Lệ Thu, Thế Sơn, Trần Thái Hòa, Trịnh Lam | Paris By Night 99  | 2010 |
| 42  | Người Em Vỹ Dạ (Minh Kỳ, Tôn Nữ Thụy Khương)                                                             | solo | Paris By Night 99  | 2010 |
| 43  | Chuyện Tình Buồn Trăm Năm (Song Ngọc)                                                                    | Mai Thiên Vân | Paris By Night 100 | 2010 |
| 44  | Kịch: Nếu Điều Đó Xảy Ra (Nguyễn Ngọc Ngạn)                                                              | Minh Tuyết, Như Loan, Mai Thiên Vân, Hương Thủy, Lương Tùng Quang | Paris By Night 100 | 2010 |
| 45  | Bài Ca Tết Cho Em (Quốc Dũng)                                                                            | solo | Paris By Night 101 | 2011 |
| 46  | Xin Thời Gian Qua Mau (Lam Phương)                                                                       | solo | Paris By Night 102 | 2011 |
| 47  | Hai Chuyến Tàu Đêm (Trúc Phương)                                                                         | solo | Paris By Night 103 | 2011 |
| 48  | Ngày Xưa Anh Nói (Thúc Đăng, Thanh Tuyền)                                                                | Mai Thiên Vân | Paris By Night 104 | 2011 |
| 49  | LK Trời Huế Vào Thu Chưa Em (Trịnh Lâm Ngân), Huế và Em (Nhật Ngân)                                      | Như Quỳnh | Paris By Night 106 | 2012 |
| 50  | Chiều Xuân Xa Nhà (Nhật Ngân)                                                                            | solo | Paris By Night 107 | 2013 |
| 51  | Đường Xưa Lối Cũ (Hoàng Thi Thơ)                                                                         | solo | Paris By Night 108 | 2013 |
| 52  | Duyên Quê (Hoàng Thi Thơ)                                                                                | Ngọc Hạ | Paris By Night 109 | 2013 |
| 53  | Hát Mãi Bài Tình Ca (Thái Thịnh)                                                                         | Minh Tuyết, Như Loan, Tóc Tiên, Như Quỳnh, Don Hồ, Mai Thiên Vân, Hạ Vy, Mạnh Quỳnh, Hương Thủy, Ngọc Hạ, Trần Thái Hòa, Thế Sơn, Châu Ngọc, Hồ Lệ Thu, Kỳ Phương Uyên, Mai Tiến Dũng, Quỳnh Vi, Trịnh Lam, Lương Tùng Quang, Diễm Sương, Duy Trường, Khánh Lâm, Tommy Ngô, Lynda Trang Đài, Đình Bảo, Ánh Minh, Hương Giang, Anh Tú, Thiên Tôn, Ý Lan, Ngọc Anh, Thu Phương, Giang Tử, Hương Lan, Thái Châu, Quang Dũng, Nguyễn Hưng, Thanh Hà, Lưu Bích, Tuấn Ngọc, Khánh Hà, Dương Triệu Vũ, Lam Anh, Bằng Kiều, Họa Mi, Elvis Phương | Paris By Night 109 | 2013 |
| 54  | Mùa Xuân Của Mẹ (Trịnh Lâm Ngân)                                                                         | solo | Paris By Night 110 | 2014 |
| 55  | Sao Anh Nỡ Đành Quên (Tô Thanh Tùng)                                                                     | Lam Anh | Paris By Night 111 | 2014 |
| 56  | Áo Hoa (Trần Quang Lộc)                                                                                  | solo (nhạc nền trình diễn thời trang) | Paris By Night 111 | 2014 |
| 57  | LK Nỗi Buồn Đêm Đông (Anh Minh), Chuyện Người Đan Áo (Trường Sa)                                         | Mai Thiên Vân | Paris By Night 112 | 2014 |
| 58  | LK Làng Tôi (Chung Quân), Những Nẻo Đường Việt Nam (Thanh Bình)                                          | Mai Thiên Vân | Paris By Night 114 | 2015 |
| 59  | Mãi Tìm Nhau (Thảo Trang)                                                                                | Mai Thiên Vân | Paris By Night 115 | 2015 |
| 60  | Căn Nhà Dĩ Vãng (Đài Phương Trang) (MTV)                                                                 | Châu Ngọc Hà | Paris By Night 115 | 2015 |
| 61  | Có Bao Giờ (Đài Phương Trang)                                                                            | solo | Paris By Night 119 | 2016 |
| 62  | Xin Gọi Nhau Là Cố Nhân (Song Ngọc)                                                                      | Bằng Kiều, Đan Nguyên | Paris By Night 119 | 2016 |
| 63  | Đường Tình Đôi Ngã (Nguyên Vỹ)                                                                           | Mai Thiên Vân | Paris By Night 126 | 2018 |
| 64  | Đắp Mộ Cuộc Tình (Vũ Thanh)                                                                              | Bằng Kiều, Đan Nguyên | Paris By Night 126 | 2018 |
| 65  | Vó Ngựa Trên Đồi Cỏ Non (Giao Tiên)                                                                      | Ngọc Hạ | Paris By Night 127 | 2018 |
| 66  | Thiệp Hồng Anh Viết Tên Em (Song Ngọc, Hoài Linh)                                                        | Băng Tâm | Paris By Night 128 | 2019 |
| 67  | Nếu Em Đã Theo Anh Về (Tuấn Hải)                                                                         | Mai Thiên Vân | Paris By Night 130 | 2020 |
| 68  | LK Dìu Người Tôi Yêu: Người Ngoài Phố (Anh Việt Thu), Nửa Đêm Ngoài Phố (Trúc Phương), Phố Đêm (Tâm Anh) | Bằng Kiều, Đan Nguyên | Paris By Night 130 | 2020 |
| 69  | Ngày Sau Sẽ Ra Sao (Vân Tùng)                                                                            | solo | Paris By Night 132 | 2022 |
| 70  | Hài Kịch: Quý Bà Độc Thân (Minh Ngọc, Hoàng Khôi)                                                        | Hồng Đào, Minh Nhí, Hoài Tâm, Thiện Ngô, Văn Ruy | Paris By Night 132 | 2022 |
| 71  | LK Xuân Này Con Không Về, Thư Xuân Trên Rừng Cao (Trinh Lâm Ngân)                                        | Giang Tử (sử dụng giọng) | Paris By Night 133 | 2022 |
| 72  | Người Bạn Tình Xưa (Anh Việt Thu)                                                                        | Ngọc Hạ | Paris By Night 134 | 2023 |
| 73  | Hơn Một Lời Cảm Ơn (Ngô Minh Tài)                                                                        | Ngọc Anh, Ý Lan, Tuấn Ngọc, Khánh Hà, Bằng Kiều, Minh Tuyết, Trần Thái Hòa, Lam Anh, Đình Bảo, Kỳ Phương Uyên, Nguyễn Hồng Nhung, Ngọc Hạ, Tuấn Phước, Thiên Tôn, Hương Lan, Hoàng Oanh, Thanh Tuyền, Phương Hồng Quế, Thanh Hà, Quang Dũng, Trường Vũ, Như Quỳnh, Thái Châu, Họa Mi, Nguyễn Hưng, Hương Thủy, Băng Tâm, Hoàng Nhung, Hà Thanh Xuân, Trịnh Lam, Phương Yến Linh, Ngọc Ngữ, Châu Ngọc Hà, Tâm Đoan, Mạnh Quỳnh, Phương Loan, Đan Nguyên, Lương Tùng Quang, Như Loan, Hoàng Mỹ An, Như Ý, Lâm Thúy Vân, Myra Trần, Don Hồ  | Paris By Night 134 | 2023 |
| 74  | Lời Ru Tiếng Nhớ (Anh Việt Thu)                                                                          | solo | Paris By Night 136 | 2024 |
| 75  | Về Với Cát Bụi (Minh Kỳ)                                                                                 | Ngọc Ngữ | Paris By Night 136 | 2024 |
| 76  | Nắng Đẹp Miền Nam (Lam Phương)                                                                           | solo | Paris By Night 137 | 2024 |
| 77  | LK Một Mai Giã Từ Vũ Khí, Tâm Sự Người Hát Bài Quê Hương (Trịnh Lâm Ngân)                                | Mạnh Quỳnh, Đan Nguyên, Ngọc Ngữ | Paris By Night 137 | 2024 |
| 78  | Bao Giờ Em Quên (Duy Khánh)                                                                              | solo | Paris By Night 138 | 2025 |

### Chương trình Thúy Nga Music Box
| STT | Tiết mục                                                  | Thể hiện với        | Chương trình           | Năm  |
| --- | --------------------------------------------------------- | ------------------- | ---------------------- | ---- |
| 1   | Phải Lòng Con Gái Bến Tre (Phan Ni Tấn, thơ: Luân Hoán)   | Phi Nhung           | Thúy Nga Music Box #30 | 2021 |
| 2   | Sương Trắng Miền Quê Ngoại (Đinh Miên Vũ)                 | solo                | Thúy Nga Music Box #30 | 2021 |
| 3   | Tâm Sự Người Hát Bài Quê Hương (Nhật Ngân)                | solo                | Thúy Nga Music Box #30 | 2021 |
| 4   | Giọt Lệ Đài Trang (Châu Kỳ)                               | solo                | Thúy Nga Music Box #30 | 2021 |
| 5   | Lại Nhớ Người Yêu (Giao Tiên)                             | Phi Nhung           | Thúy Nga Music Box #30 | 2021 |
| 6   | Thu Ca (Phạm Mạnh Cương)                                  | Thanh Lan, Thanh Hà | Thúy Nga Music Box #48 | 2021 |
| 7   | Giã Từ Cố Đô (Phạm Mạnh Cương)                            | solo                | Thúy Nga Music Box #48 | 2021 |
| 8   | Tình Yêu Đã Mất/Cho Nhau Lời Nguyện Cầu (Phạm Mạnh Cương) | Thanh Hà            | Thúy Nga Music Box #48 | 2021 |
| 9   | Sầu Ly Biệt (Phạm Mạnh Cương)                             | solo                | Thúy Nga Music Box #48 | 2021 |
| 10  | Thung Lũng Hồng (Phạm Mạnh Cương)                         | Thanh Lan, Thanh Hà | Thúy Nga Music Box #48 | 2021 |
| 11  | Nối Lại Tình Xưa (Ngân Giang)                             | Ngọc Hạ             | Thúy Nga Music Box #56 | 2025 |
| 12  | Đừng Nhắc Chuyện Lòng (Đài Phương Trang)                  | solo                | Thúy Nga Music Box #56 | 2025 |
| 13  | Sầu Tím Thiệp Hồng (Minh Kỳ, Hoài Linh)                   | Ngọc Hạ             | Thúy Nga Music Box #56 | 2025 |
| 14  | Nhớ Về Em (Ngọc Sơn)                                      | solo                | Thúy Nga Music Box #56 | 2025 |
| 15  | Em Về Với Người (Mặc Thế Nhân)                            | Ngọc Hạ             | Thúy Nga Music Box #56 | 2025 |
| 16  | Một Lần Dang Dở (Nhật Ngân)                               | Ngọc Hạ             | Thúy Nga Music Box #56 | 2025 |

### Chương trình thu hình khác
| STT | Tiết mục                                    | Thể hiện với                                               | Chương trình                                  | Năm  |
| --- | ------------------------------------------- | ---------------------------------------------------------- | --------------------------------------------- | ---- |
| 1   | Mưa Đêm Ngoại Ô (Đỗ Kim Bảng)               | solo                                                       | Paris By Night 100 VIP Party                  | 2010 |
| 2   | Cõi Nhớ (Sông Trà)                          | solo                                                       | A Dancing Dream - Season 1                    | 2011 |
| 3   | Tình Nghĩa Đôi Ta Chỉ Thế Thôi (Lam Phương) | Hạ Vy                                                      | Paris By Night 104 VIP Party                  | 2012 |
| 4   | Qua Cơn Mê (Trịnh Lâm Ngân)                 | solo                                                       | VSTAR 2013 - Bán Kết                          | 2013 |
| 5   | Chuyện Ba Người (Quốc Dũng)                 | solo                                                       | Paris By Night 109 VIP Party                  | 2013 |
| 6   | Tiễn Người Đi (Lam Phương)                  | solo                                                       | Chuyện Cười Paris By Night                    | 2013 |
| 7   | Trộm Nhìn Nhau (Trầm Tử Thiêng)             | solo                                                       | VSTAR Reunion                                 | 2014 |
| 8   | Tà Áo Đêm Noel (Tuấn Lê)                    | solo                                                       | Paris By Night Gloria 2                       | 2014 |
| 9   | Sương Trắng Miền Quê Ngoại (Đinh Miên Vũ)   | Justin Đỗ                                                  | VSTAR Kids 2015 - Đêm Trao Giải               | 2015 |
| 10  | Sao Đổi Ngôi (Huy Phong)                    | Châu Ngọc Hà                                               | VSTAR Kids 2015 - Đêm Trao Giải               | 2015 |
| 11  | Tình Em Biển Rộng Sông Dài (Thông Đạt)      | solo                                                       | Paris By Night 128 VIP Party                  | 2018 |
| 12  | Buồn Làm Chi Em Ơi (Nguyễn Minh Cường)      | solo                                                       | Le Gala Du Coeur - Gửi Tình Thương Về Sài Gòn | 2021 |
| 13  | Hài Kịch: Ghen (Minh Dự)                    | Hồng Đào, Hoài Tâm, Trang Thanh Lan, Thiện Ngô, Hương Thủy | Paris By Night Tiếu Vương Hội                 | 2023 |